# 倉田雅世
倉田 雅世（くらた まさよ、1969年5月21日 - ）は、日本の女性声優、紙芝居師。三重県四日市市、鈴鹿市出身。81プロデュース所属。

## 経歴
三重県四日市市で誕生し、三重県鈴鹿市で育つ。
小学5年生の時に国語の授業で本を読んだところ教師、クラスメイトも褒めてもらっており、ある時、別の学校の教師の授業で本を読んだところ全員も一体感になり、こういう職業に就きたいと考えていた。
「声を使って何かを表現する職業ってなんだろう」と考えていた時に以前からアニメ雑誌を読んで何となく知っていた声優になろうと考えるようになる。
「声優になるにはどうしたらいいんだろう」と思い、雑誌で見つけた声優学校に手紙を書いたところ返事が来て声優学校に行こうと決意し、高校卒業後、三重から上京して大学に進学。
1991年、勝田声優学院10期卒（同期には遠近孝一、橘U子などがいる）。日本ナレーション演技研究所を経てアーツビジョンに所属。2009年4月30日、デビューから所属していたアーツビジョンを退所し、しばらくフリーで活動。2016年6月1日より81プロデュースに所属。
デビュー作はプラネタリウム用のアニメ。テレビアニメでは、『ビット・ザ・キューピッド』。
2009年7月16日、倉嶋らむね名義で紙芝居師としてデビューしたことを発表。渋谷画劇団に所属する紙芝居師として、自らメイド服などを着て口演する「萌え紙芝居」を演じ、2010年6月にフランスで開催されたジャパンエキスポでも口演を行った。2010年11月には他の声優と共に紙芝居の口演を行うユニット「もえかみ!」を結成。2020年1月からは「もえかみ!」の後継ユニットである「花咲きロマン娘」（メンバーには久遠エリサ、西連寺亜希などがいる）のプロデューサーに就任している。
2021年3月31日、声優の大西健晴と結婚したことを自身のFacebookで報告した。

## 人物
リラックマ検定の初級・中級の免状を持つ。
趣味・特技はデパ地下めぐり、テディベア。ジムカーナをやっており、B級ライセンスを持っている。
好きな言葉は「一期一会」。

## 出演
太字はメインキャラクター。

### テレビアニメ
1995年
- ビット・ザ・キューピッド（カーソル）

1997年
- ハニ太郎です。（平山ミキ、ハニ子、女神、ナレーション、中田よしえ）

1998年
- ふしぎなメルモ（リニューアル版）（女の子、ター子）

1999年
- 鋼鉄天使くるみ（カリンカ）
- D4プリンセス（瑠璃堂どりす）

2000年
- 学校の怪談（さえこ）
- キョロちゃん（ゴーちゃん）
- ドラえもん（テレビ朝日版第1期）（2000年 - 2005年、梨華、ゆかり、シンデレラ 他）
- HAND MAID メイ（女子高生）
- BOYS BE…（藤木梨沙）
- ラブひな（2000年 - 2001年、前原しのぶ） - 1シリーズ + 特別編2本

2001年
- 犬夜叉（小夜）
- 機動天使エンジェリックレイヤー（TJのデウス、幼稚園児A、とりまきA 他）
- 鋼鉄天使くるみ2式（カリンカ2式）
- ゴーゴー五つ子ら・ん・ど（野原ユリカ）
- ジャングルはいつもハレのちグゥ（ラーヤ）
- スクライド（シェリス・アジャーニ、女性）
- スターオーシャンEX（エラノール）
- ちっちゃな雪使いシュガー（乙女）
- ナジカ電撃作戦（冬月〈4C'zNs〉）
- 魔法少女猫たると（シャルロッテ）

2002年
- あたしンち（2002年 - 2009年、のばら、TVの声4、店員1、劇中の女性）
- 王ドロボウJING（ベルモット）
- 機動戦士ガンダムSEED（マユラ・ラバッツ）
- G-onらいだーす（星川ヤヨイ）
- 天使な小生意気（白鷺良美）
- 忍たま乱太郎（山ぶ鬼〈代役〉）
- 陸上防衛隊まおちゃん（キャロル・キャメロン）

2003年
- GAD GUARD（アイコ・マリー・ハーモニー）
- 高橋留美子劇場（鴨下）
- プラネテス（リュシー・アスカム）

2004年
- GIRLSブラボーシリーズ（2004年 - 2005年、コヨミ・ハレ・ナナカ） - 2シリーズ
- ケロロ軍曹（ヒロイン）
- 忘却の旋律（モンスターキングSII世）
- マーメイドメロディー ぴちぴちピッチ ピュア（あらら）
- ローゼンメイデン シリーズ（2004年 - 2013年、柏葉巴） - 3シリーズ + 特別編

2005年
- ARIA The ANIMATION（アミ）
- ガン×ソード（ファサリナ）
- クレヨンしんちゃん（2005年 - 2022年、アヤ、三重野、板井歯科の受付、宇宙人、千景 他）
- こみっくパーティーRevolution（御影すばる）
- ドラえもん（テレビ朝日版第2期）（2005年 - 2021年、伊藤つばさ〈初代〉、姫子、ノンちゃん、幼児ミナミ 他）
- ふしぎ星の☆ふたご姫（ジル）

2006年
- くじびき♥アンバランス（朝霧小牧）
- コードギアス 反逆のルルーシュ（2006年 - 2008年、ラクシャータ・チャウラー） - 2シリーズ
- BLUE DROP 〜天使達の戯曲〜（オノミル）
- 名探偵コナン（2006年 - 2021年、七川絢〈2代目〉、赤峰光里、塚本数美〈2代目〉、畠山有紗、内田裕子 他）

2008年
- 紅（女中頭、ヤスコ）

2009年
- ご姉弟物語（2009年 - 2010年、店員、CA）
- ジャングル大帝 -勇気が未来をかえる-（通信）

2010年
- スティッチ! 〜ずっと最高のトモダチ〜（アナウンス）
- テガミバチ REVERSE（サニー）

2012年
- エリアの騎士（通行人女性、女性）
- ガールズ&パンツァー（五十鈴百合、ももがー）
- 黒魔女さんが通る!!（宮瀬灯子、メグのママ）

2013年
- ファンタジスタドール（鵜野みこと）

2016年
- アクティヴレイド -機動強襲室第八係-（山吹凛）

2018年
- ポチっと発明 ピカちんキット（あたる母、女性）
- キャラとおたまじゃくし島（ナレーション）

2020年
- 22/7（ジュンの母）
- 100万の命の上に俺は立っている（箱崎母）

2021年
- パズドラ（プリンセスマサヨ）

2023年
- UniteUp!（2023年 - 2025年、清瀬絢花） - 2シリーズ

2024年
- 菜なれ花なれ（杏子・ナカムラ）

### 劇場アニメ
2003年
- 映画 あたしンち（のばら）

2006年
- 映画ドラえもん のび太の恐竜2006（妊婦）

2007年
- クレヨンしんちゃん 嵐を呼ぶ 歌うケツだけ爆弾!（カルーケッツCMナレーション）
- 名探偵コナン 紺碧の棺（山口喜美子）

2010年
- クレヨンしんちゃん 超時空!嵐を呼ぶオラの花嫁（TVナレーション）

2011年
- クレヨンしんちゃん 嵐を呼ぶ黄金のスパイ大作戦（黒服）
- スクライド オルタレイション（2011年 - 2012年、シェリス・アジャーニ） - 2作品

2013年
- クレヨンしんちゃん バカうまっ!B級グルメサバイバル!!（ハハッポーイ）

2015年
- 名探偵コナン 業火の向日葵（アナウンサー）
- ガールズ&パンツァー 劇場版（ももがー、ルクリリ）

2017年
- コードギアス 反逆のルルーシュ I - III（2017年 - 2018年、ラクシャータ・チャウラー） - 3部作

2024年
- BLOODY ESCAPE -地獄の逃走劇-（ノノック）
- クレヨンしんちゃん オラたちの恐竜日記

### OVA
1997年
- AIKa（ブラック）

1998年
- 刻の大地 〜花の王国の魔女〜（フレア）

2000年
- エクスドライバー
- 鋼鉄天使くるみ（カリンカ）

2001年
- 鋼鉄天使くるみ零（カリンカ）
- ラブひな（前原しのぶ）

2002年
- ゲートキーパーズ21（高品、常盤リカ）
- ジャングルはいつもハレのちグゥ デラックス（ラーヤ）
- スクライド ファンディスク（シェリス・アジャーニ）
- ラブひな Again（前原しのぶ）

2003年
- こみっくパーティーRevolution（御影すばる）

2004年
- 夏色の砂時計（瀬能あい）

2006年
- 機動戦士ガンダムSEED ASTRAY（山吹樹里）
- 君が望む永遠〜Next Season〜（榊千鶴）

2009年
- 絶対衝激 〜PLATONIC HEART〜（いーづん）

2012年
- +チック姉さん（水野先生）

2017年
- ガールズ&パンツァー 最終章（2017年 - 2023年、ももがー、ルクリリ、五十鈴百合）

### Webアニメ
- アニメで分かる心療内科（2015年、妻、女）

### ゲーム
1995年
- パチ夫くんFX 幻の島大決戦

1996年
- クイズなないろDREAMS 虹色町の奇跡（不二家桃子、佐久間絵美）
- ぴょんぴょんキャルルのまーじゃん日和（キャルル）
- ファイアーウーマン纏組（水矢摩子）
- 女神異聞録ペルソナ（綾瀬優香）
- プリクラ大作戦（クララ）
- ヘヴンズゲート（クララ）

1997年
- QUIZなないろDREAMS 虹色町の奇跡（藤倉桃子）
- デジタルアンジュ -電脳天使SS-（セフィネス・プルゥド・サブロマリン）

1998年
- 英雄志願 -Gal Act Heroism-（クララ）
- 金田一少年の事件簿 星見島 悲しみの復讐鬼（速水玲香）
- アナザー・メモリーズ（マーシャ・ミリガン）

1999年
- ときめきメモリアル POCKET スポーツ編（パトリシア・マクグラス）

2000年
- サモンナイト（モナティ）
- 夢のつばさ（白菊桜花）
- ラブひな 〜愛は言葉の中に〜（前原しのぶ）
- ラブひな 突然のエンゲージ・ハプニング（前原しのぶ）

2001年
- こみっくパーティー（DC版）（御影すばる）
- 私立鳳凰学園 2年純情組（卓巳絵梨香）
- スーパーギャルデリックアワー（TOKO）
- ラブひな スマイル・アゲイン（前原しのぶ）

2002年
- CROSS HERMIT 〜最果ての賢者〜（アルシエ＝ベルサード）
- 夏色の砂時計（瀬能あい）
- ブレイブナイト 〜リーヴェラント英雄伝〜（フェリル＝トレッド）
- ルパン三世 魔術王の遺産（テレーゼ）

2003年
- 吸血姫夕維〜千夜抄〜（長谷部菜穂）
- SUNRISE WORLD WAR Fromサンライズ英雄譚（シェリス）
- スターオーシャン Till the End of Time（スフレ・ロセッティ、マリエッタ）

2004年
- スターオーシャン Till the End of Time ディレクターズカット（スフレ・ロセッティ、マリエッタ）
- SDガンダム GGENERATION（2004年 - 2025年、マユラ・ラバッツ、山吹樹里〈OVER WORLD - 〉、マイキャラクターボイス女性5〈OVER WORLD〉） - 6作品

2005年
- GIRLSブラボーRomance15's（コヨミ・ハレ・ナナカ）
- 第3次スーパーロボット大戦α 終焉の銀河へ（マユラ・ラバッツ）

2006年
- マブラヴ 全年齢版（榊千鶴）
- マブラヴ オルタネイティヴ 全年齢版（榊千鶴）
- コロボットアドベンチャー（チャイム）

2007年
- ルミナスアーク（ウィウィ）

2008年
- コードギアス 反逆のルルーシュ LOST COLORS（ラクシャータ）
- テイルズ オブ ハーツ（キャシティ）

2009年
- Persona（綾瀬優香）

2011年
- テイルズ オブ エクシリア

2012年
- 機動戦士ガンダムSEED BATTLE DESTINY（マユラ・ラバッツ）
- 第2次スーパーロボット大戦Z 再世篇（ラクシャータ・チャウラー）

2013年
- テイルズ オブ ハーツ R（キャシティ）

2014年
- ガールズ&パンツァー 戦車道、極めます!（ももがー）
- ローゼンメイデン ヴェヘゼルン ジー ヴェルト アップ（柏葉巴）

2018年
- ガールズ&パンツァー ドリームタンクマッチ（ルクリリ、ももがー）
- スーパーロボット大戦X-Ω（榊千鶴）

2019年
- スーパーロボット大戦T（ファサリナ）
- スターオーシャン:アナムネシス（スフレ・ロセッティ）

2021年
- スーパーロボット大戦30（ファサリナ）

2022年
- コードギアス 反逆のルルーシュ ロストストーリーズ（2022年 - 2023年、ラクシャータ・チャウラー）
- コードギアス Genesic Re;CODE（ラクシャータ・チャウラー）

2024年
- 機動戦士ガンダム アーセナルベース（マユラ・ラバッツ）

### ドラマCD
- ガン×ソード シリーズ（ファサリナ）
  - ガン×ソード バラエティ・アルバム「いつだって波乱ヴァン丈」
  - ガン×ソード エピソード＋
- 紅（里美香代）
- コイ茶のお作法（徳丸和）
- スクライド サウンドエディション（シェリス・アジャーニ）
- スクライド設定資料集特典ドラマCD（シェリス・アジャーニ[39]）
- 走れ!T高バスケット部（佐藤浩子）
- 魔法少女猫たると 月光夜宴 ムーンライト・パーティー（シャルロッテ）
- ビューティー・ポップ（青山加奈子）
- 八雲立つ 新音盤物語（少女B）
- Sense Off 〜a sacred story in the wind〜（真壁椎子）

### 吹き替え

#### 映画
- ミュージック・オブ・ハート
- メルローズ（サラ）

#### アニメ
- リトルベア（エミリー）

### 特撮
- 超星艦隊セイザーX（雷将軍サンダーラの声）

### ラジオ

#### パーソナリティ
- 倉田ねじまき堂
- 倉田雅世と野田順子のきゃらあにナイト キャラアニラジオステーション
- 倉田雅世のスゥイート探偵団 キャラアニラジオステーション
- 倉田雅世・松浦有希のユキクラ姉妹
- くらちゃん・みずはしのにくきゅう倶楽部
- G-onらいだーす
- ラジオ スクライドin ロストグラウンド
- ヒヤマ・クラタの声優パソ☆コン
- VOICE CREW（2005年4月3日 - 9月25日 15代目パーソナリティ 共演者：高城元気）

### 音楽CD
- KissからはじまるMiracle/永遠の鋼鉄天使（STEEL ANGELS）
- KissからはじまるMiracle（2式）/澄んだ青空の向こうに（STEEL ANGELS）
- 倉田ねじまき堂 イメージソングCD 木曜浪漫ナイト
- 魔法少女猫たると エンディングテーマ/お歌のじかん 
  - ハナウタノハレルヤ!（まじかるにゃんにゃん）
  - 空に浮かんだシュークリーム（シャルロッテ）
- ラブひな キャラクターイメージマキシシングル 〜I LOVE HINA（前原しのぶ）

### その他
- ぐるぐるナインティナイン（「中継先の岡村さ〜ん」のナレーション）
- Fキャラオールスターズ大集合 ドラえもん&パーマン 危機一髪!?（伊藤つばさ）

### シリーズ一覧
1. ↑  テレビシリーズ（2000年）、特番『クリスマス・スペシャル 〜サイレント・イヴ〜』（2000年12月25日）、特番『春スペシャル 〜キミ サクラチルナカレ!!〜』（2001年4月2日）
2. ↑  第1期（2023年）、第2期『-Uni:Birth-』（2025年）
3. ↑  『WARS』（2009年）、『WORLD』『3D』（2011年）、『OVER WORLD』（2012年）、『CROSSRAYS』（2019年）、『ETERNAL』（2025年）